# Tileman vom Wege
 Tileman vom Wege  (Tieleman ,Tilman, Tyleman, Tylman vom Wege) (ok.  1400–1457) – burmistrz Starego Miasta Torunia, jeden z przywódców Związku Pruskiego, członek Towarzystwa Jaszczurczego.

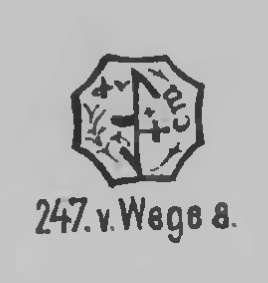
Wizerunek pieczęci Tielemana vom Wege